# 希腊王国复辟时期
1924年，共和国虽然已经建立，但是这并没能给希腊带来稳定和发展：希腊第二共和国是一个高度不稳定的政体，在国会还在辩论新宪法的同时，军方就已经开始了新一轮政变的策划。在此之后，从1924年建立到1935年被推翻的短短11年之间，第二共和国经历了23届政府、1次军事独裁和13次军事政变。最终，在1930年开始的波及整个资本主义世界的经济危机成为了压倒这个不稳定政体的最后一根稻草，大萧条开始后，希腊的不稳定程度雪上加霜，最终军方发动政变，复辟了君主制，希腊第二共和国短短的11年寿命走到了尽头，乔治二世重登王位，希腊王国复辟。

## 希腊王国复辟与梅塔克萨斯的独裁统治（1935-1941）
流亡英国的乔治二世于1935年再次踏上希腊的国土，复位后的国王任命德米列切斯为首相并宣布大赦。随后德米列切斯去世，支持君主制的原副首相扬尼斯·梅塔克萨斯（Ioannis Metaxas）接任首相。继任首相不久后，梅塔克萨斯建立了被称为“八四制度”的独裁统治。他解散议会，逮捕工人领袖，宣布罢工为非法，压制言论自由，流放或关押左翼政治人物，甚至连柏拉图、修昔底德和色诺芬的作品都被列为禁书。就这样，希腊在共和制的混乱中回到君主制仅仅8个月后，又走向了独裁。从1935年建立独裁统治到1941年因纳粹德国入侵垮台，梅塔克萨斯的独裁持续了6年。在此期间，梅塔克萨斯也并非一无是处：他看到当时的欧洲战云密布，意识到了世界大战的来临，于是他组织建设了一支军队，并协助完成了希腊军队的现代化，最终使希腊在第二次世界大战开始时，没有束手无策、惊慌失措。

## 第二次世界大战时期的来临（1941）
1939年，第二次世界大战爆发，希腊宣布中立。梅塔克萨斯一方面重申中立立场，另一方面也做好了战争准备。一年后的1940年，意大利挑起了一系列事件，作为侵略希腊的借口，并向希腊宣战。由于战前的准备，意大利的入侵很快就被希腊军队击败，并追击进入阿尔巴尼亚境内。1941年，梅塔克萨斯去世，此时英国出兵支援希腊，而意大利反攻再次失败，战争陷入了僵局。一个月后，纳粹德国出兵68万入侵希腊，希腊战役（Battle of Greece）开始。在纳粹德国的强大军事实力面前，希腊英国联军虽然顽强抵抗，但是仍然节节败退，仅仅24天之后，纳粹德国就取得了胜利，占领雅典。轴心国联军取得胜利之后，德国、意大利、保加利亚三国瓜分希腊，乔治二世流亡英国。